# Auto Esporte Teresina
Auto Esporte Clube – brazylijski klub piłkarski z siedzibą w mieście Teresina stolicy stanu Piauí.

## Osiągnięcia
- Mistrz stanu Piauí: 1983.
- Mistrz II ligi stanowej (Campeonato Piauiense da Segunda Divisão) (2): 1966, 1978
- Torneio início (3): 1954, 1963, 1990

## Historia
Auto Esporte założony został 1 maja 1951 roku. Klub ostatni raz w pierwszej lidze stanu Piauí zagrał w 1994 roku.